# Parrotiopsis
Molinadendron es un  género de plantas de la familia Hamamelidaceae. Comprende 2 especies descritas y   2 aceptadas.

## Descripción
Son árboles o arbustos pequeños. Hojas grandes, oblongas a orbiculares; márgenes crenados. Flores bisexuales, que aparecen antes que las hojas y rodeadas por grandes brácteas.  Bilocular ovario; con una semilla en cada lóculo.

## Taxonomía
El género fue descrito por (Nied.) C.K.Schneid. y publicado en Illustriertes Handbuch der Laubholzkunde 1: 429. 1905. La especie tipo es: Parrotiopsis involucrata (Falc. ex Nied.) C.K. Schneid.	

## Especies aceptadas
A continuación se brinda un listado de las especies del género Parrotiopsis aceptadas hasta mayo de 2014, ordenadas alfabéticamente. Para cada una se indica el nombre binomial seguido del autor, abreviado según las convenciones y usos. 
- Parrotiopsis involucrata (Falc. ex Nied.) C.K. Schneid.
- Parrotiopsis jacquemontiana (Decne.) Rehder